# Gerd Tacke
Gerd Tacke (* 20. August 1906 in Mittel-Sohra; † 23. Oktober 1997 in München) war ein deutscher Volkswirt und Manager. Er war von 1968 bis 1971 Vorstandsvorsitzender der Siemens AG.

## Biografie
Tacke machte eine Lehre als Buchdrucker und Buchhändler und studierte später Nationalökonomie, 1932 kam er zum Siemens-Konzern. 
1951 wurde er stellvertretendes, fünf Jahre später volles Mitglied im Vorstand der beiden Stammgesellschaften Siemens-Schuckertwerke und Siemens & Halske, dabei war er für die Auslandsaktivitäten des Konzerns verantwortlich. Nach der Gründung der Siemens AG wurde er deren erster Vorstandsvorsitzender und war somit für die umfassende Neustrukturierung des Konzerns verantwortlich.
Nach dieser Tätigkeit gehörte er von 1972 bis 1978 dem Aufsichtsrat der Siemens AG an.